# Teodor Nerander
Oskar Teodor Nerander (ur. 22 września 1856 w Kila, Värmland, zm. 30 listopada 1933 w Helsinkach) – szwedzki lekarz psychiatra, profesor psychiatrii na Uniwersytecie w Uppsali. Tytuł doktora medycyny otrzymał w 1894 roku. Od 1902 ordynator zakładu dla chorych psychicznie w Lund.

## Wybrane prace
- Studier öfver förändringarna i Ammonshornen och närliggande delar vid epilepsi. Lund: H. Möller, 1894
- Bidrag till kännedomen om de s.k. negationsidéerna, 1895
- Om betydelsen af infektiösa och toxiska inflytelser för uppkomsten af psykoser. Upsala Läkaref. Förh. 1, ss. 71-89, 1895
- Hufvuddragen af psykiatrins utveckling under gågna sekler intill närvarande tid jämte några ord om psykiatrins nuvarande ställning såsom vetenskap. Upsala Läkaref. Förh. 7, ss. 1-25, 1901
- Om villfarelser, tanke- och sinnesvillor: en öfversiktlig framställning, 1919